# Дрец (Мекленбург-Передня Померанія)
Дрец (нім. Dreetz) — громада в Німеччині, розташована в землі Мекленбург-Передня Померанія. Входить до складу району Росток. Складова частина об'єднання громад Бютцов-Ланд.
Площа — 12,00 км2. Населення становить 199 ос. (станом на 31 грудня 2020).